# ياسو إيشيكاوا
ياسو إيشيكاوا (بالكانا:いちかわ やすお) هو سياسي ياباني، ولد في 6 فبراير 1942 في اليابان. حزبياً، نشط في الحزب الديمقراطي الياباني وحزب الآفاق الجديدة. انتخب عضواً في مجلس المستشارين ( – 28 يوليو 2013) وانتخب عضواً في مجلس النواب الياباني.

## وصلات خارجية
- الموقع الرسمي